# 国家弁務官統治区域

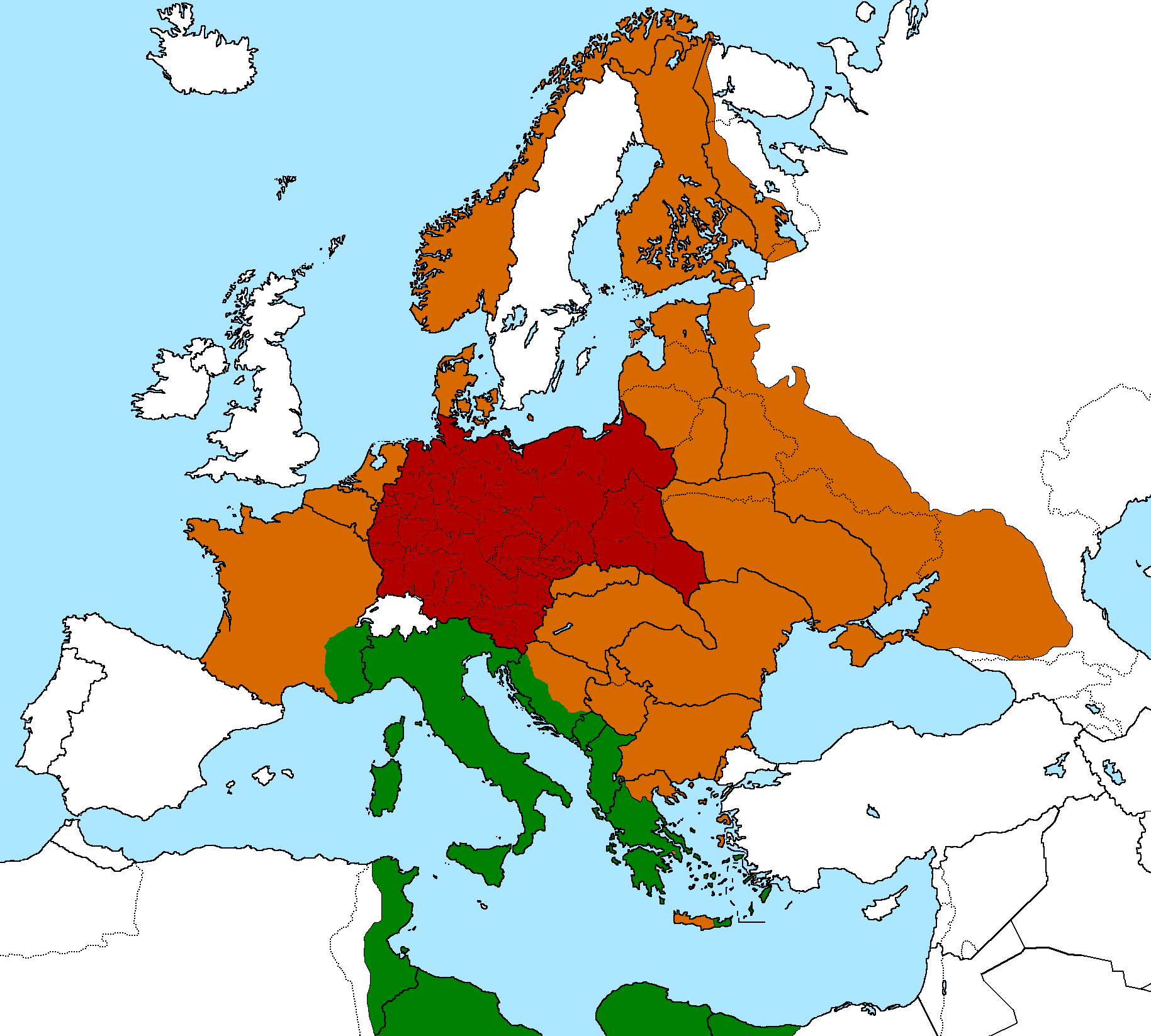
1942年のドイツ国（赤）、イタリア（緑）、他の同盟国と占領地（オレンジ）

国家弁務官統治区域（こっかべんむかんとうちくいき、ドイツ語：Reichskommissariat、ライヒスコミッサリアート）は、国家弁務官（ドイツ語：Reichskommissar、ライヒスコミッサール）と呼ばれる政府官僚によって統治された、第二次世界大戦中のナチス・ドイツの占領地。日本語では一般に「国家弁務官区」と呼ばれる。「国家弁務官」の代わりに「帝国弁務官」と訳されることもある。同じく、「国家弁務官区」は「帝国弁務官領」とも訳される。

## 概要
国家弁務官は主にナチス・ドイツに、さまざまな分野（公共インフラと空間計画から民族浄化に至るまで）で存在していたが、それは、第二次世界大戦中にナチス・ドイツによって占領されたいくつかの国で実施された。法的な意味で正式にはナチス・ドイツ外に位置していたが、これらの団体は、アドルフ・ヒトラーの代理として、また直接代表としてドイツの総督（Reichskommissar）として任命された最高責任者によって直接管理されていた。これらの領土行政の導入は、多くの目的を果たした。西欧と北欧で確立されるか、計画されていたものは、一般に、戦前のドイツ以外の様々なゲルマン語派の諸国を拡大した帝国に組み込むための移行期と一般的に考えられており、対照的に東部の支配地域では植民地主義と帝国主義の目的を主に果たし、大ゲルマン帝国の樹立と天然資源の開発のための将来の「生存圏」となることが想定された。
ナチス・ドイツは占領地にいくつかのレベルを設定してそれぞれの占領地で異なる統治手法を適用した。西欧と北欧では従来の行政機構を維持していたものの、ソビエト連邦での占領地など、東部地域では行政機構を刷新した。これらは北海からウラル山脈に広がる地域を包含する大ゲルマン帝国（ドイツ語：GroßgermanischesReich）への最終的な統合を意図していた。

## 西欧と北欧
- ノルヴェーゲン国家弁務官区（Reichskommissariat Norwegen）

1940年、ヴェーザー演習作戦によって占領した旧ノルウェー領に設置。ノルウェーではノルウェー人のヴィドクン・クヴィスリングを首相とするクヴィスリング政権が存在していたが、ドイツの傀儡政権であり、実権は国家弁務官のヨーゼフ・テアボーフェンが握っていた。1945年5月、駐留ドイツ軍が連合国軍に降伏し消滅。
- ニーダーランデ国家弁務官区（英語版）（Reichskommissariat Niederlande）

　　現オランダに設置された弁務官区。
- ベルギエン・ノルトフランクライヒ国家弁務官区（Reichskommissariat Belgien-Nordfrankreich）

1944年12月に旧ベルギー領は、フランデレンとワロニアの2つの帝国大管区（ドイツ語：Reichsgau）とブリュッセル直轄市に分割された。しかしこの措置は、連合国軍によるベルギー解放により書類上だけのものに終わった。

## 旧ソ連支配地域

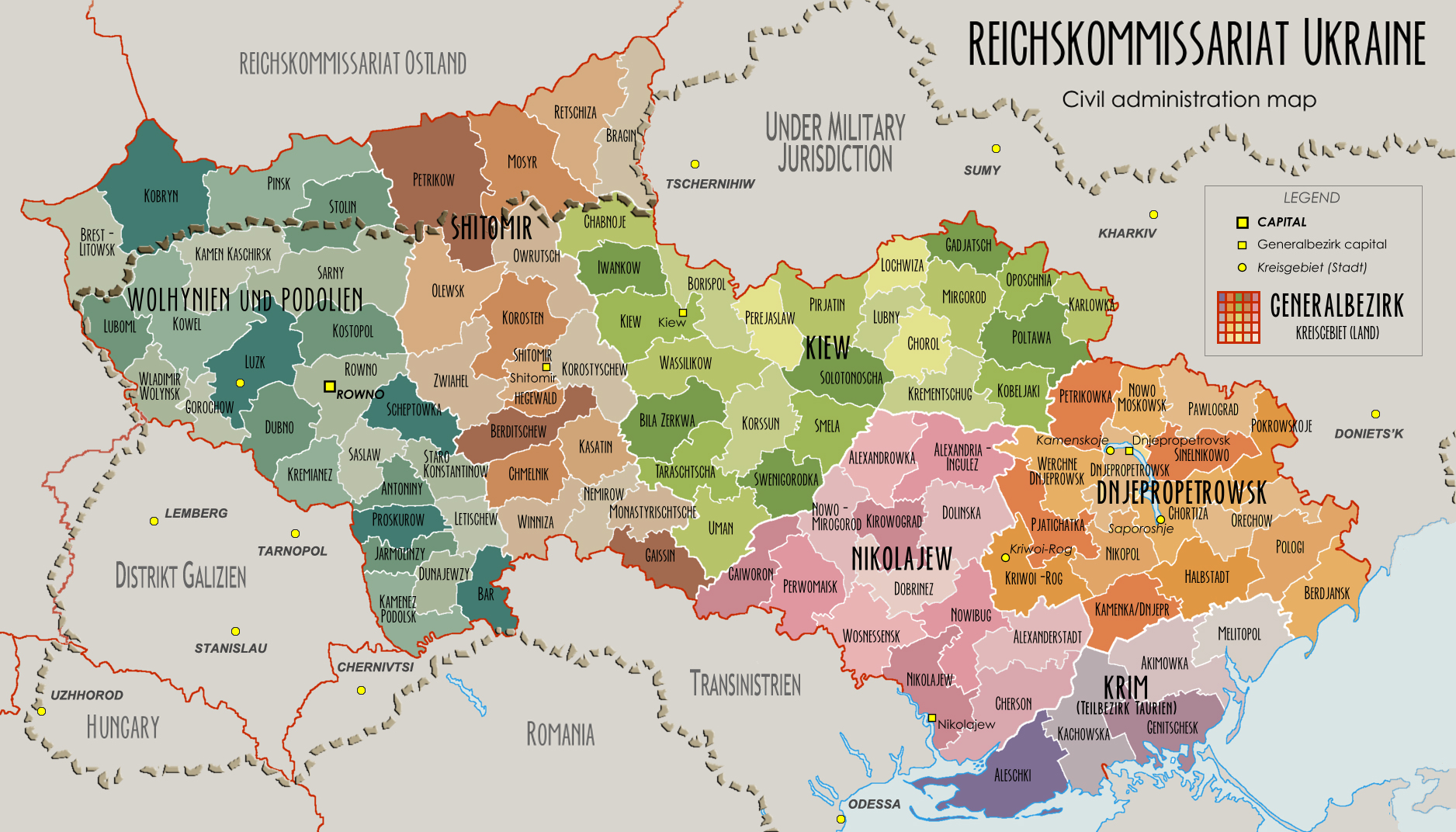
ウクライーネ国家弁務官区。第2次世界大戦中にドイツによって確立された

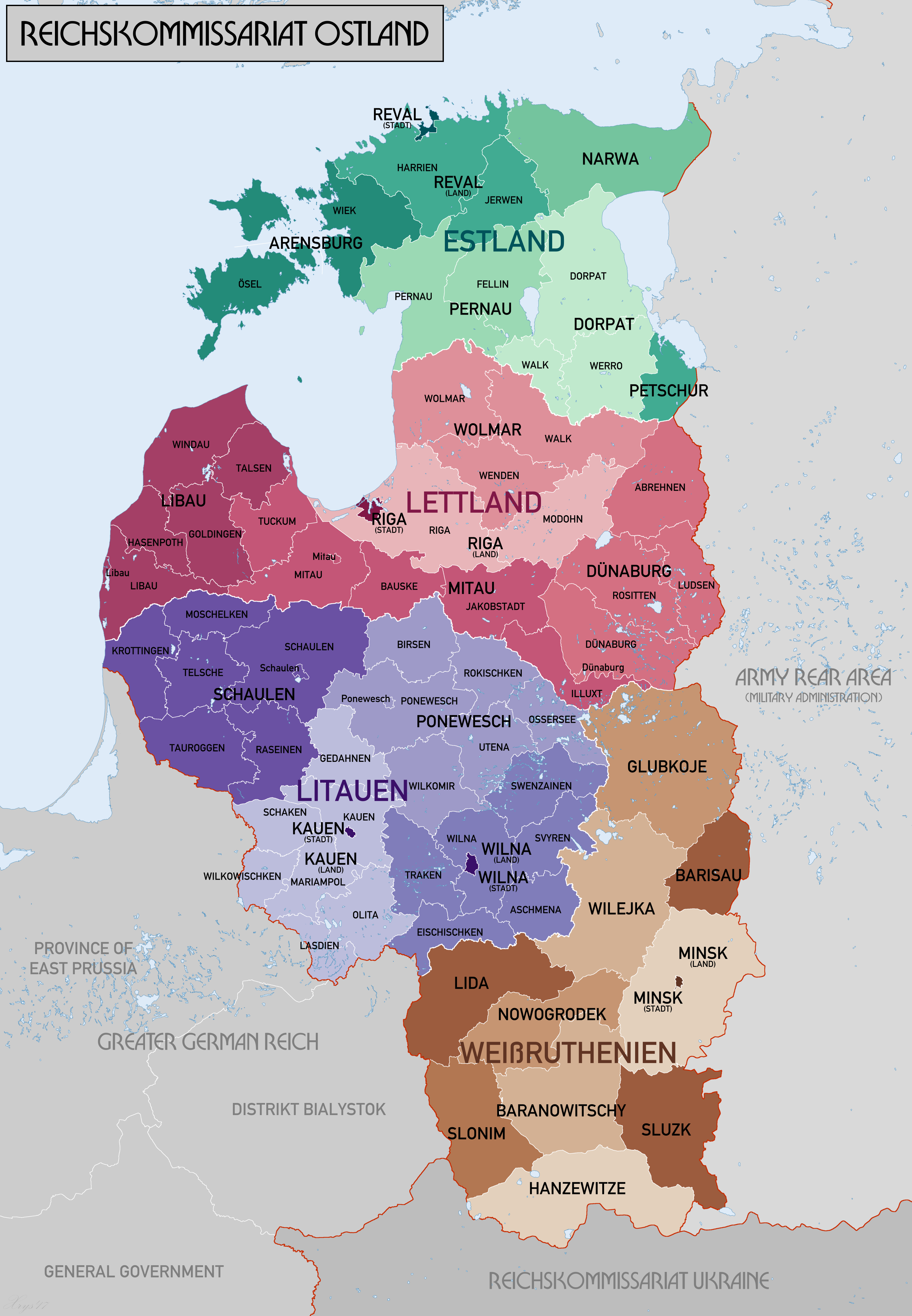
オストラント国家弁務官区。第2次世界大戦中にバルト三国と、ベラルーシ周辺に確立された

1941年の夏、ナチス・ドイツのイデオロギー学者、アルフレート・ローゼンベルクは、ソ連とロシアを地理的な存在として崩壊させるために、征服されたソ連領土を次の5つの宗教居留地で管理すべきだと提案した。
- オストラント国家弁務官区（Reichskommissariat Ostland、RKO）（旧ソ連占領東ポーランドとソビエトのベラルーシ、西ロシアのいくつかの部分を含むことにより東に拡大したバルト諸国）1941-1944 / 45。
- ウクライーネ国家弁務官区（Reichskommissariat Ukraine、RKU）（旧ソ連占領東ポーランド、ソビエトのウクライナ、ガリシア地区、ルーマニアのトランスニストリア県、クリミア、1941年5月下旬にはボルガまで東へ拡張） 1941-1944。
- モスコーヴィエン国家弁務官区（Reichskommissariat Moskowien、RKM）（モスクワ首都圏とヨーロッパロシアのうちフィンランド領となる予定のカレリアとコラ半島を除く地域）一度も完全に確立されなかった。 1941/42年にドイツの軍事的な侵攻が止まった。
- カウカーズース国家弁務官区（Reichskommissariat Kaukasus、RKK）（南ロシアとコーカサス地域）;一度も完全に確立しなかった。1942/43年にドイツ軍の軍事侵攻が止まった。
- トルキスタン国家弁務官区（Reichskommissariat Turkestan、RKT）（中央アジアの共和国と領土）;一度も確立しなかった。

ヒトラーの要請で、トルキスタンの計画はローゼンベルクによってすぐに将来のために棚上げされたが、その代わりに欧州に焦点を当てるよう命じられた。中央アジアは、ソビエト・ロシアにおける現在の勝利の統合後、軍隊がさらに東へ移動する準備ができ次第、ドイツの将来の拡大目標となることが決定された。ドイツの主要な枢軸国の同盟国である日本（枢軸国のアジア分割交渉を参照）の領域の一部に関心が持たれていれば、大東亜共栄圏の創設が議題に挙がった。